# 大西洋會嶺

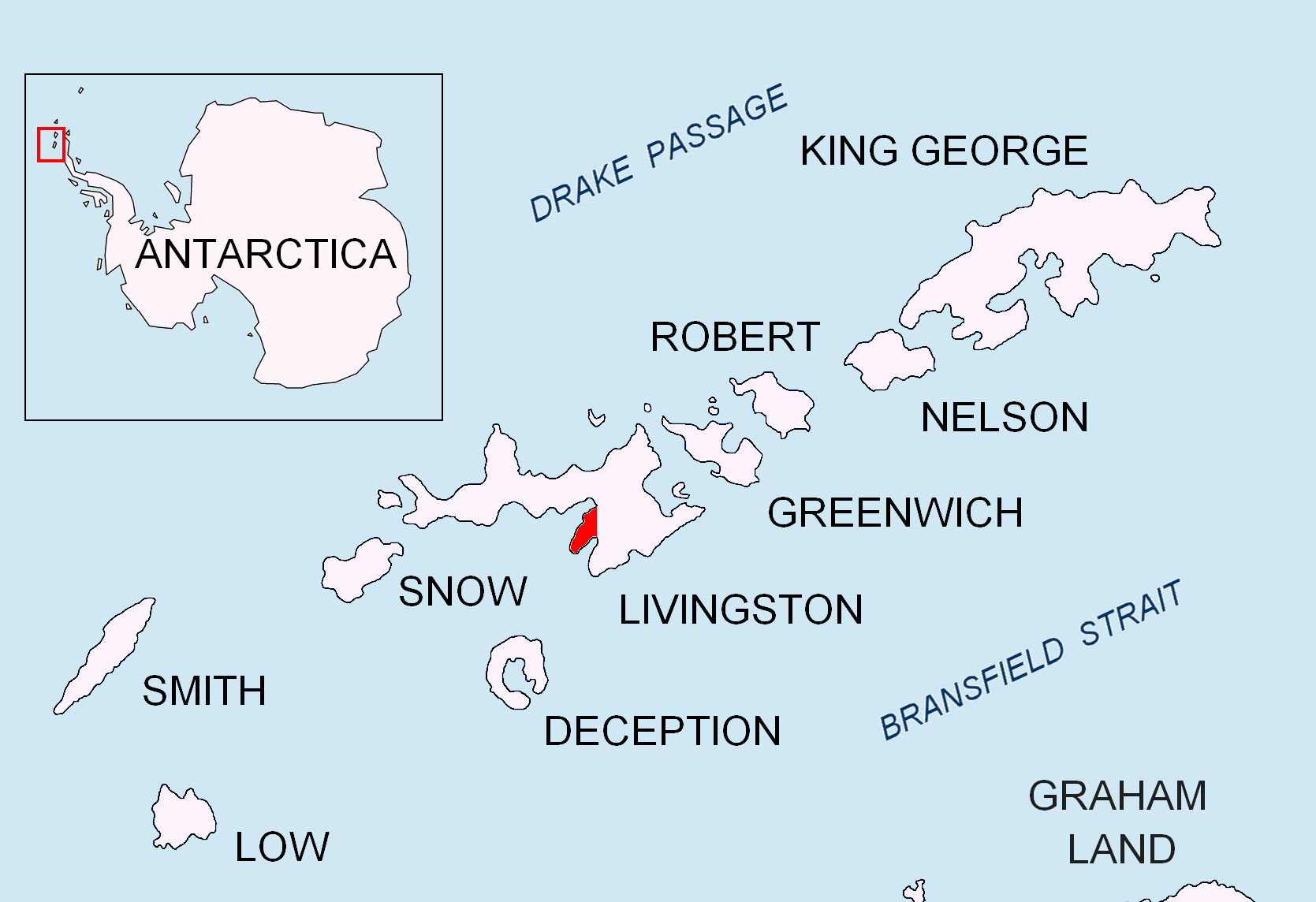

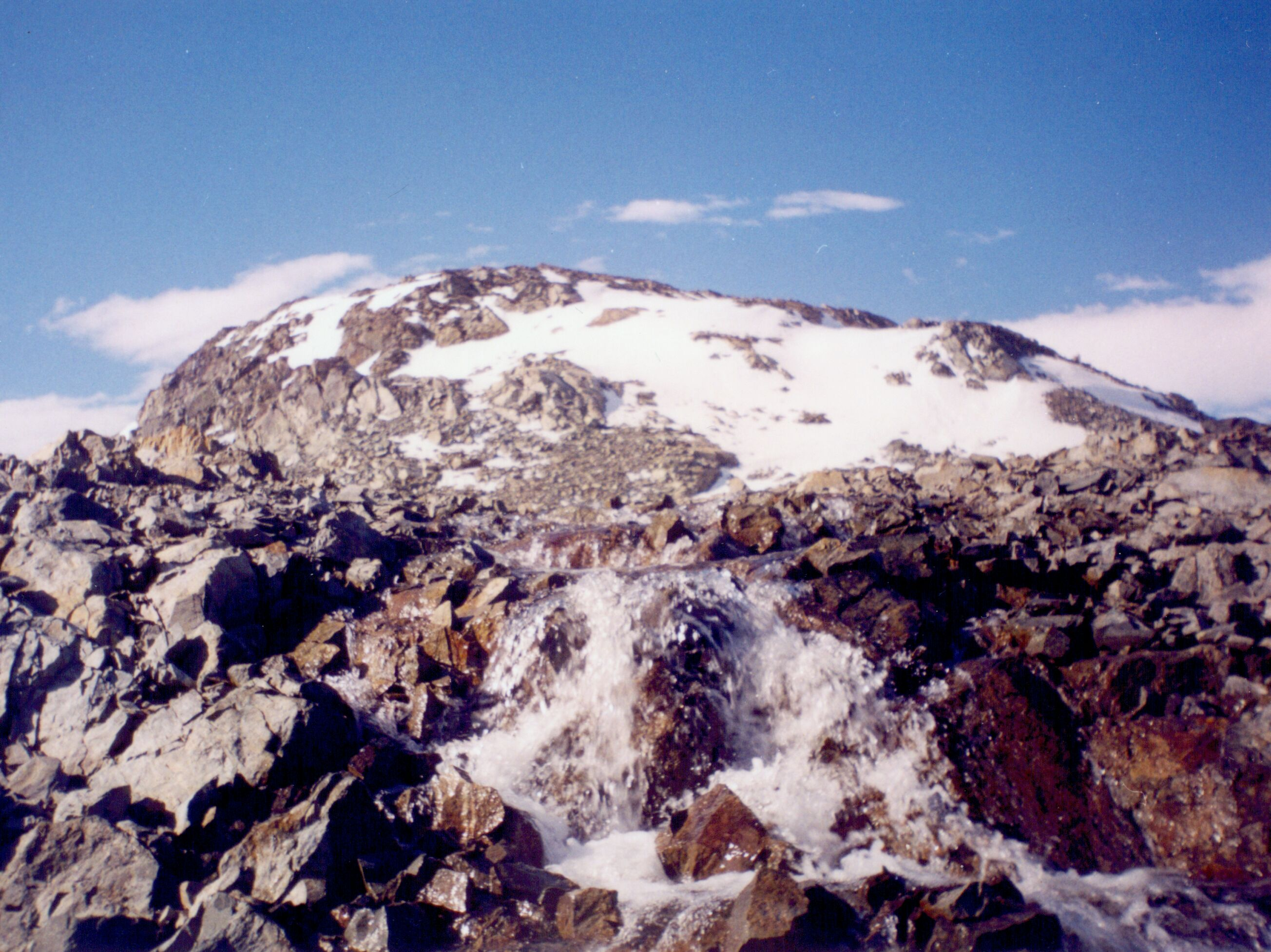

大西洋會嶺（英語：Atlantic Club Ridge）是南極洲的山嶺，位於南設得蘭群島中利文斯頓島東部的赫德半島，長0.6公里、寬0.35公里，處於錫內莫雷茨山西南面0.95公里，海拔高度161米。

## 外部連結
- SCAR Composite Gazetteer of Antarctica（页面存档备份，存于）.

62°38′56″S 60°21′54″W / 62.64889°S 60.36500°W